# Parelglimmerinktzwam
De parelglimmerinktzwam (Coprinellus saccharinus) is een schimmel uit de familie Psathyrellaceae.

## Kenmerken

### Uiterlijke kenmerken
Hoed
De hoed heeft een diameter tot 30 mm en een hoogte tot 16 mm. De vorm is aanvankelijk eivormig, zet vervolgens uit en uiteindelijk convex. Na verloop van tijd versmelt net als andere inktzwammen. Het oppervlak is radiaal gegroefd, okerbruin van kleur, donkerder aan de bovenkant en bedekt met vlokkige velum resten van de hoed.
Lamellen
De lamellen staan vrij of zijn aangehacht. De kleur is aanvankelijk wit, daarna steeds donkerder door sporen en uiteindelijk zwart. Zodra de sporen volwassen zijn, lossen ze op in een zwarte vloeistof.
Steel
De steel is 3 cm lang en 3 mm dik. Hij is recht en cilindrisch. Het oppervlak is wit, met resten van de omslag aan de basis

### Microscopische kenmerken
De basidia zijn 4-sporig en meten 8 tot 9 µm breed en 16 tot 21 µm hoog. De basidiosporen meten 6-9,5 × 4,5-5,5 µm. De pileocystidia zijn niet aanwezig. De cheilocystidia zijn groot, overvloedig aanwezig en cilindrisch van vorm (42 tot 47 µm breed; 98 tot 118 µm hoog). De pleurocystidia zijn aanwezig en vergelijkbaar met cheilocystidia (44-45 µm breedte; 105-121 µm hoogte). De caulocystidia zijn afwezig .

## Verspreiding
In Nederland komt de parelglimmerzwam zeer zeldzaam voor.